# Poppea evelyna
Poppea evelyna är en insektsart som beskrevs av Frederick Byron Plummer. Poppea evelyna ingår i släktet Poppea och familjen hornstritar. Inga underarter finns listade i Catalogue of Life.